# Новорадомский уезд
Новорадомский уезд — административная единица в составе Петроковской губернии Российской империи, существовавшая c 1837 года по 1919 год. Административный центр — город Новорадомск.

## История
Уезд образован в 1837 году в составе Мазовецкой губерний. С 1844 года — в составе Варшавской губернии, с 1867 года — во вновь образованной Петроковской губернии. В 1919 году преобразован в Радомщанский повят Лодзинского воеводства Польши.

## Население
По переписи 1897 года население уезда составляло 129 839 человек, в том числе в городе Новорадомск — 12 392 жит.

### Национальный состав
Национальный состав по переписи 1897 года:
- поляки — 115 278 чел. (88,8 %),
- евреи — 10 598 чел. (8,2 %),
- немцы — 3009 чел. (2,3 %),

## Административное деление
В 1913 году в состав уезда входило 24 гмин: 
| - Бржезница — пос. Бржезница, - Брудзице — с. Брудзице, - Вельгомлыны — с. Вельгомлыны, - Гарнек — с. Гарнек, - Гидле — с. Гидле, - Гославице — с. Гославице, - Дменин — с. Дменин, - Добрышице — с. Добрышице, | - Домброва — с. Домброва, - Житно — с. Житно, - Замосцы — с. Замосцы, - Кобеле — с. Кобеле-Вельке, - Конары — с. Завада, - Конецполь — пос. Конецполь, - Крушина — с. Крушины, - Малюшин — с. Малюшин, | - Масловице — с. Масловице, - Паенчно — пос. Паенчно, - Пржеромб — с. Пржеромб, - Радомск — с. Стобецко-Мейске, - Ржеки — с. Кломнице, - Ржоненя — с. Ржоненя, - Родзеховице — с. Родзеховице, - Сульмержице — с. Сульмержице. |